# Josef Bagad
Josef Bagad (hebrejsky: יוסף בא-גד) je izraelský politik a bývalý poslanec Knesetu za stranu Moledet.

## Biografie
Narodil se 10. února 1932 v Jeruzalému, respektive ve čtvrti Moca. Sloužil v izraelské armádě, kde dosáhl hodnosti vojína (Tura'i). Vysokoškolské vzdělání získal na Bar-Ilanově univerzitě, absolvoval též ješivu v Hebronu. Pracoval jako ředitel ješivy. Hovoří jidiš a anglicky.

## Politická dráha
Je zakladatelem ješivy napojené na hnutí Bnej Akiva ve vesnici Nechalim. Byl koordinátorem hnutí Bnej Akiva v Jeruzalémě.
V izraelském parlamentu zasedl po volbách v roce 1992, do nichž šel za stranu Moledet. Od ní v průběhu volebního období odešel a byl pak samostatně působícím poslancem. Zasedal v parlamentním výboru pro imigraci a absorpci a výboru pro vzdělávání a kulturu.
V roce 2007 byl obžalován z podvodu v souvislosti s jeho pokusem o kandidaturu ve volbách v roce 1999 a odsouzen k šesti měsícům odnětí svobody.